# Athlétisme aux Jeux méditerranéens de 1997
Navigation
Les compétitions d'athlétisme des Jeux méditerranéens de 1997 se sont déroulées à Bari, en Italie.

## Résultats

### Hommes
| Épreuve           | Or                                                                                  | Argent                                                                          | Bronze                                                                                       |
| ----------------- | ----------------------------------------------------------------------------------- | ------------------------------------------------------------------------------- | -------------------------------------------------------------------------------------------- |
| 100 m             | Ángelos Pavlakákis 10 s 13                                                          | Ánninos Markoullídis 10 s 23                                                    | Stéphane Cali 10 s 28                                                                        |
| 200 m             | Giovanni Puggioni 20 s 44                                                           | Yeóryios Panayiotópoulos 20 s 53                                                | Pródromos Katsantónis 20 s 55                                                                |
| 400 m             | Jean-Louis Rapnouil 45 s 58                                                         | Marco Vaccari 45 s 74                                                           | Samir-Adel Louahla 46 s 07                                                                   |
| 800 m             | Giuseppe D'Urso 1 min 47 s 10                                                       | Andrea Longo 1 min 47 s 54                                                      | Djabir Saïd-Guerni 1 min 47 s 76                                                             |
| 1 500 m           | Driss Maazouzi 3 min 44 s 77                                                        | Branko Zorko 3 min 45 s 17                                                      | Reyes Estévez 3 min 45 s 40                                                                  |
| 5 000 m           | Alberto García 13 min 25 s 29                                                       | El Hassan Lahssini 13 min 28 s 95                                               | Saïd Bérioui 13 min 53 s 98                                                                  |
| 10 000 m          | Ismaïl Sghyr 28 min 5 s 74                                                          | Abderrahim Zitouna 28 min 19 s 85                                               | Kamel Kohil 28 min 24 s 19                                                                   |
| 110 m haies       | Vincent Clarico 13 s 61                                                             | Mauro Re 13 s 71                                                                | Emiliano Pizzoli 13 s 72                                                                     |
| 400 m haies       | Zid Abou Hamed 49 s 25                                                              | Laurent Ottoz 49 s 27                                                           | Miro Kocuvan 49 s 43                                                                         |
| 3000 m steeple    | Brahim Boulami 8 min 18 s 80                                                        | Hicham Bouaouiche 8 min 20 s 30                                                 | Giuseppe Maffei 8 min 23 s 43                                                                |
| 4 × 100 m         | Italie Nicola Asuni Giovanni Puggioni Angelo Cipolloni Sandro Floris 38 s 61        | Espagne Frutos Feo Venancio José Jordi Mayoral Francisco Javier Navarro 38 s 85 | Chypre Georgios Skender Ánninos Markoullídis Pródromos Katsantónis Yiánnis Zisimídis 39 s 12 |
| 4 × 400 m         | Algérie Samir-Adel Louahla Kamel Talhaoui Ahmed Aichaoui Malik Louahla 3 min 2 s 78 | France Pierre Marie Hilaire Rodrigue Nordin Jimmy Coco Fred Mango 3 min 2 s 84  | Italie Michele Grando Fabrizio Mori Walter Groff Ashraf Saber 3 min 3 s 08                   |
| Marathon          | Azzedine Sakhri 2 h 20 min 40 s                                                     | Giovanni Ruggiero 2 h 21 min 08 s                                               | Mustapha Damaoui 2 h 21 min 32 s                                                             |
| 20 km marche      | Giovanni De Benedictis 1 h 24 min 59 s                                              | Michele Didoni 1 h 25 min 21 s                                                  | Hatem Ghoula 1 h 25 min 36 s                                                                 |
| Saut en hauteur   | Stevan Zorić 2,28 m                                                                 | Arturo Ortíz 2,26 m                                                             | Ignacio Pérez 2,26 m                                                                         |
| Saut à la perche  | Alain Andji 5,70 m                                                                  | Juan Gabriel Concepción 5,50 m                                                  | Andrea Giannini 5,50 m                                                                       |
| Saut en longueur  | Gregor Cankar 8,00 m                                                                | Konstadínos Koukodímos 7,95 m                                                   | Dimitrios Chatzopoulos 7,92 m                                                                |
| Triple saut       | Paolo Camossi 16,63 m                                                               | Hristos Meletoglou 16,50 m                                                      | Germain Martial 16,18 m                                                                      |
| Lancer du poids   | Alessandro Andrei 19,54 m                                                           | Corrado Fantini 19,19 m                                                         | Stevimir Ercegovac 19,00 m                                                                   |
| Lancer du disque  | Igor Primc 61,66 m                                                                  | Diego Fortuna 59,90 m                                                           | Simone Sbrogiò 59,20 m                                                                       |
| Lancer du marteau | Christophe Épalle 78,44 m                                                           | Raphaël Piolanti 77,20 m                                                        | Enrico Sgrulletti 76,32 m                                                                    |
| Lancer du javelot | Kostas Gatsioudis 89,22 m                                                           | Dimitrios Polymerou 77,88 m                                                     | Maher Ridane 77,10 m                                                                         |
| Décathlon         | Pierre-Alexandre Vial 8070 pts                                                      | Beniamino Poserina 7991 pts                                                     | Prodromos Korkizoglou 7932 pts                                                               |

### Femmes
| Épreuve                           | Or                                                                                   | Argent                                                                                       | Bronze                                                                           |
| --------------------------------- | ------------------------------------------------------------------------------------ | -------------------------------------------------------------------------------------------- | -------------------------------------------------------------------------------- |
| 100 m                             | Ekateríni Thánou 11 s 13                                                             | Frédérique Bangué 11 s 22                                                                    | Sylviane Félix 11 s 27                                                           |
| 200 m                             | Christine Arron 22 s 62                                                              | Ekaterini Koffa 22 s 80                                                                      | Alenka Bikar 22 s 95                                                             |
| 400 m                             | Virna de Angeli 51 s 31                                                              | Dora Kyriakou 52 s 02                                                                        | Patrizia Spuri 52 s 57                                                           |
| 800 m                             | Hasna Benhassi 2 min 03 s 70                                                         | Jolanda Steblovnik 2 min 03 s 71                                                             | Séverine Foulon 2 min 04 s 24                                                    |
| 1 500 m                           | Nouria Benida-Merah 4 min 11 s 27                                                    | Samira Raïf 4 min 11 s 60                                                                    | Maite Zúñiga 4 min 11 s 63                                                       |
| 5 000 m                           | Roberta Brunet 15 min 00 s 69                                                        | Julia Vaquero 15 min 04 s 48                                                                 | Zahra Ouaziz 15 min 30 s 19                                                      |
| 10 000 m                          | Hrisostomia Iakovou 32 min 34 s 87                                                   | Silvia Sommaggio 32 min 41 s 79                                                              | Olivera Jevtić 32 min 43 s 42                                                    |
| 100 m haies                       | Patricia Girard 12 s 90                                                              | Brigita Bukovec 13 s 01                                                                      | Carla Tuzzi 13 s 30                                                              |
| 400 m haies                       | Nezha Bidouane 55 s 01                                                               | Miriam Alonso 55 s 89                                                                        | Carla Barbarino 56 s 76                                                          |
| 4 × 100 m                         | France Frédérique Bangué Christine Arron Patricia Girard Sylviane Félix 42 s 63      | Grèce Maria Tsoni Ekaterini Koffa Marina Vasarmidou Ekateríni Thánou 43 s 07                 | Italie Stefania Ferrante Annarita Luciano Giada Gallina Manuela Levorato 44 s 15 |
| 4 × 400 m                         | Italie Carla Barbarino Francesca Cola Patrizia Spuri Francesca Carbone 3 min 29 s 98 | France Marie-Louise Bévis Sophie Domenech Marie-Line Scholent Elsa Devassoigne 3 min 30 s 62 | Espagne Miriam Alonso Esther Lahoz Miriam Bravo Yolanda Reyes 3 min 31 s 93      |
| Marathon                          | Serap Aktaş 2 h 39 min 22                                                            | Carol Galea 2 h 43 min 53                                                                    | Lale Öztürk 2 h 46 min 56                                                        |
| 10 km marche                      | Elisabetta Perrone 44 min 40 s                                                       | Annarita Sidoti 45 min 35 s                                                                  | Celia Marcén 46 min 07 s                                                         |
| Saut en hauteur                   | Antonella Bevilacqua 1,95 m                                                          | Niki Bakoyianni 1,93 m                                                                       | Britta Bilač 1,91 m                                                              |
| Saut en longueur                  | Niki Xanthou 6,72 m                                                                  | Linda Ferga 6,49 m                                                                           | Anastasia Mahob 6,47 m                                                           |
| Triple saut                       | Olga Vasdeki 14,13 m                                                                 | Betty Lise 13,81 m                                                                           | Antonella Capriotti 13,80 m                                                      |
| Lancer du poids                   | Mara Rosolen 17,82 m                                                                 | Eleni Tsentemeidou 17,70 m                                                                   | Margarita Ramos 17,42 m                                                          |
| Lancer du disque                  | Anastasia Kelesidou 66,18 m                                                          | Stella Tsikouna 61,96 m                                                                      | Isabelle Devaluez 61,28 m                                                        |
| Lancer du javelot (Ancien modèle) | Nadine Auzeil 57,32 m                                                                | Claudia Coslovich 57,16 m                                                                    | Aggeliki Tsiolakoudi 56,70 m                                                     |
| Heptathlon                        | Nathalie Teppe 6161 pts                                                              | Gertrud Bacher 5859 pts                                                                      | Marie Collonvillé 5839 pts                                                       |

## Tableau des médailles
| Rang  | Nation      | Or | Argent | Bronze | Total |
| ----- | ----------- | -- | ------ | ------ | ----- |
| 1     | Italie      | 12 | 13     | 11     | 36    |
| 2     | France      | 10 | 6      | 7      | 23    |
| 3     | Grèce       | 7  | 9      | 3      | 19    |
| 4     | Maroc       | 5  | 4      | 3      | 12    |
| 5     | Algérie     | 3  | 0      | 3      | 6     |
| 6     | Slovénie    | 2  | 2      | 3      | 7     |
| 7     | Espagne     | 1  | 5      | 6      | 12    |
| 8=    | Yougoslavie | 1  | 0      | 1      | 2     |
| 8=    | Turquie     | 1  | 0      | 1      | 2     |
| 10    | Syrie       | 1  | 0      | 0      | 1     |
| 11    | Chypre      | 0  | 2      | 2      | 4     |
| 12    | Croatie     | 0  | 1      | 1      | 2     |
| 13    | Malte       | 0  | 1      | 0      | 1     |
| 14    | Tunisie     | 0  | 0      | 2      | 2     |
| Total | Total       | 43 | 43     | 43     | 129   |